# Noah Ohio
Noah Chidiebere Junior Anyanwu Ohio (Almere, 16 januari 2003) is een Nederlands-Engels voetballer die doorgaans speelt als spits. In juli 2024 verruilde hij Standard Luik voor FC Utrecht.

## Clubcarrière
Ohio speelde in de jeugd van FC Almere en werd daar opgepikt door Manchester United. Een jaar na zijn komst verkaste hij naar stadsgenoot Manchester City, wat hij in 2019 weer verliet voor RB Leipzig nadat hij een nieuw contractaanbod van Manchester City had afgewezen.
In januari 2021 keerde Ohio terug naar Nederland, toen Vitesse hem voor de duur van anderhalf jaar op huurbasis overnam. Zijn professionele debuut maakte hij op 27 januari 2021, op bezoek bij VVV-Venlo. De aanvaller begon op de reservebank en zag Giorgos Giakoumakis viermaal doeltreffen namens VVV. Armando Broja deed wat terug, waardoor de eindstand 4–1 was. Ohio mocht van coach Thomas Letsch vijf minuten voor het einde van de wedstrijd invallen voor Loïs Openda. In juni 2021 werd besloten een punt te zetten achter de verhuurperiode van Ohio bij Vitesse, welke eigenlijk nog een seizoen langer zou lopen. Hierdoor bleef het bij vier optredens voor de Arnhemse club. Hierop werd hij opnieuw verhuurd, ditmaal aan Austria Wien.
In de zomer van 2022 liet Ohio Leipzig definitief achter zich, toen hij bij Standard Luik zijn handtekening zette onder een verbintenis voor de duur van vier seizoenen. In januari 2024 nam Hull City de aanvaller op huurbasis over. Na een half seizoen met daarin acht competitieduels en drie doelpunten vertrok Ohio definitief uit Luik.
FC Utrecht nam de aanvaller in de zomer van 2024 over voor een bedrag van circa anderhalf miljoen euro en gaf hem een contract voor drie seizoenen. Utrecht legde diezelfde zomer ook David Min vast, waarna hij en Ohio afwisselend speelden in de spits. Voor de winterstop kwam Ohio tot vijftien optredens, waarvan drie als basisspeler. In de winter werd Sébastien Haller gehuurd, waarna hij nog maar acht wedstrijden speelde en slechts één als basisspeler.

## Clubstatistieken
| Seizoen | Club           | Competitie      | Competitie | Competitie | Beker | Beker | Internationaal | Internationaal | Totaal | Totaal |
| Seizoen | Club           | Competitie      | Wed.       | Dlp.       | Wed.  | Dlp.  | Wed.           | Dlp.           | Wed.   | Dlp.   |
| ------- | -------------- | --------------- | ---------- | ---------- | ----- | ----- | -------------- | -------------- | ------ | ------ |
| 2020/21 | RB Leipzig     | Bundesliga      | 0          | 0          | 0     | 0     | 0              | 0              | 0      | 0      |
| 2020/21 | → Vitesse      | Eredivisie      | 4          | 0          | 0     | 0     | —              | —              | 4      | 0      |
| 2021/22 | → Austria Wien | Bundesliga      | 30         | 5          | 1     | 1     | 0              | 0              | 31     | 6      |
| 2022/23 | Standard Luik  | Eerste klasse A | 27         | 5          | 2     | 0     | —              | —              | 29     | 5      |
| 2023/24 | Standard Luik  | Eerste klasse A | 14         | 0          | 2     | 1     | —              | —              | 16     | 1      |
| 2023/24 | → Hull City    | Championship    | 8          | 3          | 0     | 0     | —              | —              | 8      | 3      |
| 2024/25 | FC Utrecht     | Eredivisie      | 23         | 5          | 2     | 0     | —              | —              | 25     | 5      |
| Totaal  | Totaal         | Totaal          | 106        | 18         | 7     | 2     | 0              | 0              | 113    | 20     |

Bijgewerkt op 26 juni 2025.

## Interlandcarrieré
Ohio komt in aanmerking om op internationaal niveau voor Nigeria, Engeland en Nederland te spelen. Hij debuteerde in 2018 voor Nederland –15 tegen Engeland –15 voordat hij het jaar daarop zowel Engeland als Nederland vertegenwoordigde op –16-niveau. Hij speelde daarna voor Nederland –19.
In september 2023 debuteerde Ohio voor Nederland –21. Hij maakte zeven doelpunten in negen wedstrijden in de kwalificatiereeks voor het EK –21 in 2025. Bondscoach Michael Reiziger nam hem op in zijn selectie voor het eindtoernooi, ondanks zijn reserverol bij FC Utrecht het afgelopen jaar. Ohio begon met een basisplaats in de groepsfase, maar verloor deze aan Thom van Bergen. Tijdens de halve finale viel Ohio in tegen Engeland –21. Hij scoorde daarop ook, maar Nederland –21 verloor het duel met 2–1.